# Superdominante

Na teoria musical, a sobredominante, superdominante, ("acima da dominante") submediante ou relativo, é um dos graus da escala musical diatônica, que representa o sexto grau (VI) das escalas na música tonal e no modo maior, é um intermediário localizado entre os graus dominante e a sensível, forma um intervalo de terça com os grau subdominante e a tônica da oitava superior.
|width=310|caption=The scale and submediant triad in the C major (top) and C minor (bottom) Scale.

## Etimologia
Cada grau da escala recebe um nome de acordo com a sua função exercida na escala. É semelhante a supertônica, o termo “super” do latim significa “acima de”, indicando “vem acima da dominante”.
| Ordem | Grau | Nome              | Função |
| ----- | ---- | ----------------- | --- |
| 1º    | I    | Tônica            | repouso natural da tonalidade |
| 2º    | II   | Supertônica       | grau acima da tônica |
| 3º    | III  | Mediante          | grau intermediário entre a tônica e a dominante |
| 4º    | IV   | Subdominante      | grau abaixo da dominante |
| 5º    | V    | Dominante         | quinto grau a partir da tônica |
| 6º    | VI   | Sobredominante    | grau intermediário (terça) entre a subdominante e a tônica da oitava superior |
| 7º    | VII  | SensívelSubtônica | subtônica quando o intervalo formando com a tônica superior é de um tom (escala menor natural); sensível quando o intervalo relativo à tônica superior é de um semitom (escala maior, escala menor harmônica e escala menor melódica) |

## Acorde
O acorde principal formado sobre a sobredominante (grau VI) de uma escala, possui a função musical fraca e, é um grau que pode substituir a tônica (grau I) nos acordes.